# Emmett Chapman
Emmett Chapman, född 28 september 1936 i Santa Barbara, Kalifornien, död 1 november 2021 i Woodland Hills, Los Angeles, var en amerikansk jazzmusiker och uppfinnaren av musikinstrumentet Chapman Stick. Han bodde i Woodland Hills i Los Angeles i Kalifornien.